# Cándido Ballester
Cándido Ballester Sastre (Palma de Mallorca, 12 de marzo de 1926- 30 de marzo de 2022) fue un pintor español contemporáneo. Siendo niño tuvo que emigrar a Argentina. En los años 60 inicia su carrera como pintor y ya en 1978 decide volver a España, donde se encuentra tuvo lugar su fallecimiento.

## Biografía
Con cuatro años se trasladó a Argentina con sus padres. Ahí decide estudiar ingeniería aeronáutica y mientras lo hace, empieza a escribir teatro y a dibujar. Poco antes de terminar la carrera decide abandonarla y dedicarse a la escritura, el dibujo y la pintura.
En 1955 contrae matrimonio con María Josefina Espil Bontempo. De dicha unión nacieron tres hijas: Graciela Carmen, Marcela Silvia y María Isabel.
Entre los años 50 y 60 en Buenos Aires fueron representadas varias de sus obras de teatro. A mediados de los años 60 decide dedicarse de lleno al mundo de la pintura mediante formación autodidacta.
En 1978 regresa a Mallorca para instalarse definitivamente.
Candido Ballester falleció el 30 de marzo de 2022 a los 96 años, en Palma

## Desarrollo pictórico
De formación autodidacta, en su primera etapa se detecta una inspiración de carácter onírico, con claras influencias surrealistas. Progresivamente estos contenidos dieron paso a una figuración de marcado acento expresionista. Los contornos de sus personajes eran recortados de una manera contundente a la vez que los colocaba dentro de complejas tramas arquitectónicas con las que resaltaba el carácter existencial y traumático de la vida. El collage ha sido uno de los recursos que ha incorporado a menudo a su trabajo, en el que el hombre es protagonista. Esto le permite una reflexión sobre la condición humana.

## Exposiciones individuales
1969: Galerías Witcomb, Buenos Aires.
Galería Vuelta de Rocha, Buenos Aires.
1970: Galería Hilda Solano, Buenos Aires.
Galería Lagard, Buenos Aires.
1972: Galería Múltipla, San Pablo, Brasil.
Galería Lagard, Buenos Aires.
1974: Galería Lagard, Buenos Aires.
1976: Galerías Danús, Palma de Mallorca.
1978: Galerías Bennassar, Pollensa, Mallorca.
1979: Galerías Danús, Palma de Mallorca.
1980: Galerías Byblos, Palma de Mallorca.
Galerías Syra, Barcelona.
Caja de Ahorros Provincial, Vélez Málaga.
1981: Caja de Ahorros "Sa Nostra", Manacor, Mallorca.
Galerías Moyá, Palma de Mallorca.
1982: Caja de Ahorros "Sa Nostra " Binisalem, Mallorca.
Caja de Ahorros "Sa Nostra" La Puebla, Mallorca.
1983: Salas de Exposiciones de la Caja de Baleares de Inca, Felanich, Manacor y Lloseta, Mallorca.
1984: Galerías Bearm, Palma de Mallorca.
1985: Offembach Deustche Bank, Offembach, Alemania.
1986: Tríptico Capilla Crestaix, La Puebla, Mallorca.
1987: Círculo de Bellas Artes, Palma de Mallorca.
1988: Galería Art Viu, Palma de Mallorca.
Collectors Guild Gallery, Laguns Beach, California.
1989: Galería Ducal, Manacor, Mallorca.
1990: Galería Monserrat América, Barcelona.
Hotel Rías Bajas, Pontevedra.
Galería Sargadelos, Orense.
1993: Círculo de Bellas Artes, Palma de Mallorca.
1995: Galería de la Banca March, Manacor, Mallorca.
1997: Jaditte Galleries, Nueva York, Estados Unidos.
1998: Galería de Arte "Es Porzo", Manacor.
1999: Ses Voltes, Ayuntamiento de Palma de Mallorca.
2005: Vanrell Galería de Arte, Palma de Mallorca.
2006: Museu d'Art Conttemporani, La Puebla, Mallorca.
2007: Master Galería de Arte, Palma de Mallorca.

## Premios

### 1979
Primer Premio de Dibujo "Picarol", Palma de Mallorca.
Primer Premio de Dibujo Salón de Otoño, Círculo de Bellas Artes, Palma de Mallorca.

### 1981
Primer Premio de Dibujo, Felanich, Mallorca.
Primer Premio Consellería de Cultura, Andrach, Mallorca.
Premio Guillem Cifre de Colonye, Pollensa, Mallorca,
Tercer Premio Certamen Internacional de Pintura, Calviá, Mallorca.

### 1982
Premio Club Cultural, Certamen Internacional de Pintura, Pollensa, Mallorca.
Primer Premio de Dibujo Antoni Gelabert, Galería Bearn, Palma de Mallorca.
Primer Premio de Pintura, Certamen Internacional de la Villa de Binisalem, Mallorca.

### 1987
Primer Premio de Dibujo "Picarol", Palma de Mallorca.

### 1993
Primer Premio de Pintura de la Fundación Barceló, Palma de Mallorca.